# قلعه رائی پتهورا
قلعه رائی پتهورا یا لال کوت مجموعه‌ای استوار در محدودهٔ امروزی دهلی که مجموعه قطب منار را نیز دربر می‌گیرد. این قلعه در دورهٔ حکومت آننگپال تومار، از پادشاهان راجپوت خاندان تومار، میان حدود ۱۰۵۲ تا ۱۰۶۰ میلادی ساخته شد. این مجموعه به‌عنوان «نخستین شهر دهلی» شناخته می‌شود. بقایای دیوارهای این دژ در نواحی جنوبی دهلی، از جمله ساکت، مهرولی (در اطراف مجموعهٔ قطب)، سانجَی وَن، کیشانگر و واسانت کانج دیده می‌شود.

## پیوند با آننگپال تومار دوم – لال کوت

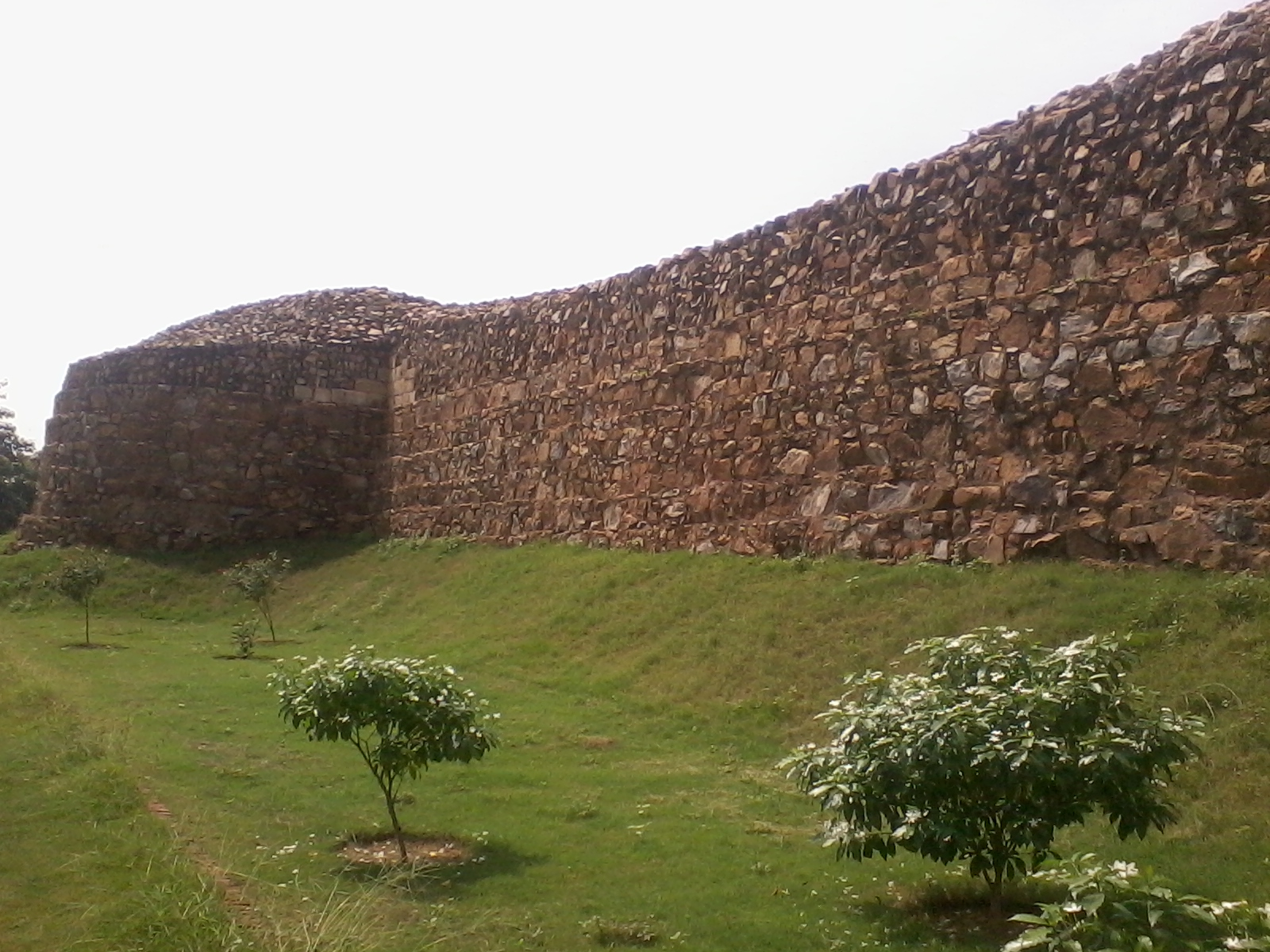
برجک‌های مدور لال کوت

لال کوت (نام نخستین قلعهٔ رائی پتهورا) در دورهٔ پادشاهی آننگپال تومار اول، از خاندان تومار ساخته شد. او ستون آهنی دهلی را از منطقهٔ ساونک (نزدیک ماتورا) به دهلی آورد و در سال ۱۰۵۲ میلادی در اینجا نصب کرد. سپس با در نظر گرفتن این ستون به‌عنوان مرکز، کاخ‌ها و معابد فراوانی ساخته شدند و در نهایت دژ لال کوت پیرامون آن‌ها بنا شد. ساخت لال کوت در سال ۱۰۶۰ به پایان رسید. محیط قلعه بیش از دو مایل بود و دیوارهای آن ۶۰ فوت ارتفاع و ۳۰ فوت ضخامت داشتند.
به گفتهٔ بی.آر. مانی، معاون پیشین سازمان باستان‌شناسی هند، «آننگپال دوم نقش کلیدی در اسکان دوبارهٔ ایندراپَسته و تغییر نام آن به دهلی داشت. این منطقه هنگام به‌قدرت رسیدن او در قرن یازدهم، ویران بود و او قلعهٔ لال کوت (قلعه رائی پتهورا) و آب‌انبار آننگتال را ساخت. حکمرانی تومارها بر این منطقه با کتیبه‌ها و سکه‌های متعدد گواهی شده و نسب آن‌ها به پانداواها در مهابهارتا می‌رسد.»

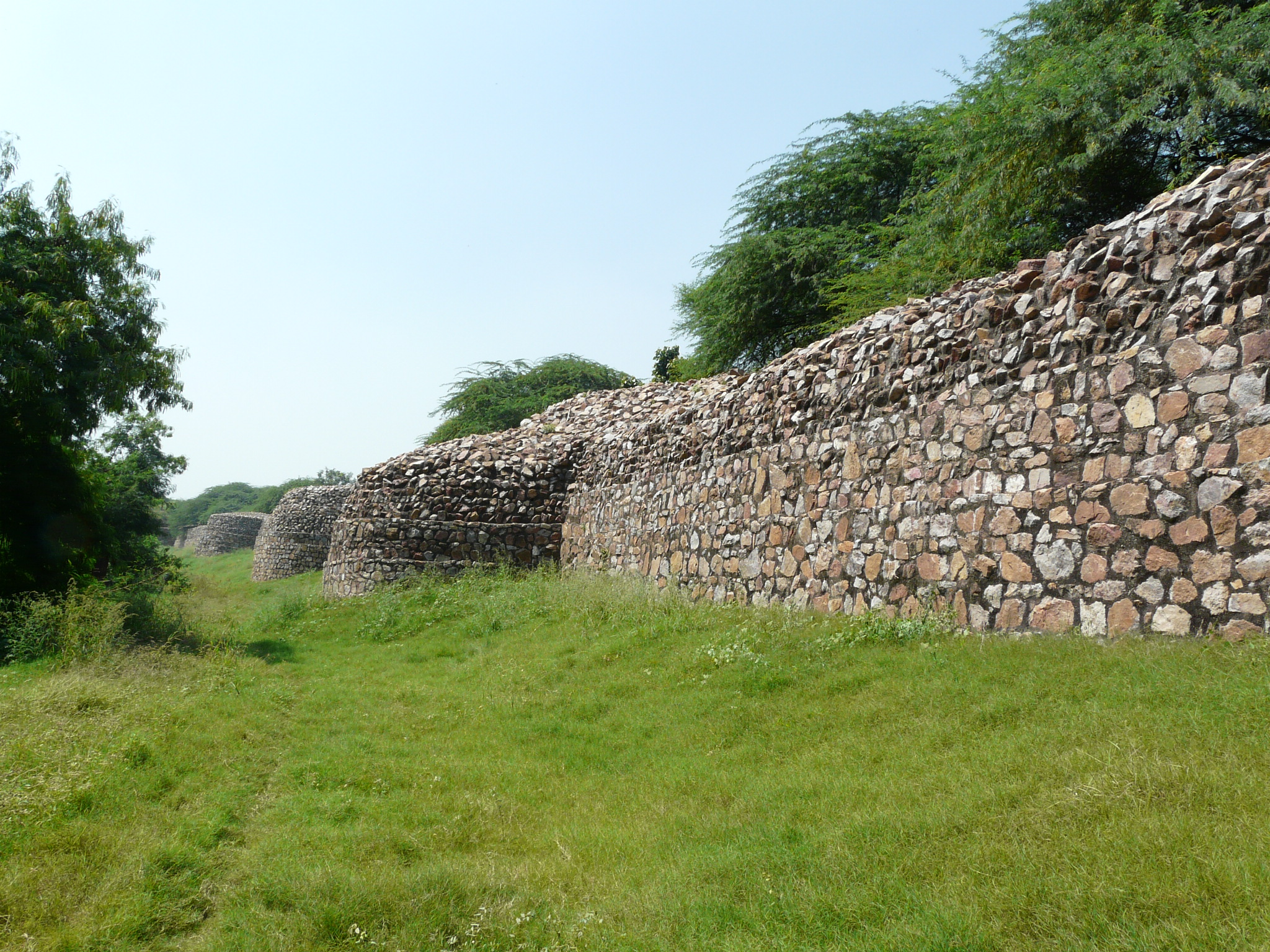
دیوار لال کوت

لال کوت در حقیقت نخستین «قلعه سرخ» دهلی بود. بنایی که امروزه به نام لعل قلعه یا قلعه سرخ شناخته می‌شود، در اصل قلعه مبارک نام داشت و به‌دست شاه‌جهان ساخته شد.
کتیبه‌ای کوتاه بر قطب منار دیده می‌شود که در آن «پیراثی نیرَپا» آمده، که برخی پژوهشگران آن را معادل «شاه پریتوی» دانسته‌اند. همچنین در منابع نخستین سلطان‌نشین دهلی از سکه‌هایی به نام «دهلی‌واله» یاد شده که برخی از آن‌ها به فرمانروایان تومار از جمله پادشاهی به نام «پریتیپالا» منسوب‌اند. این پادشاه پریتیپالا یا پریتوی‌پال تومار، سومین فرمانروای واپسین تومار در دهلی دانسته می‌شود، اما به دلیل تشابه نام با پریتوی‌راج چوهان، در تاریخ‌نگاری‌ها نادیده گرفته شده است.
حسن نظامی، نویسندهٔ فارسی‌زبان و مؤلف کتاب تاج‌المآثر که نخستین تاریخ رسمی سلطان‌نشین دهلی است، در ستایش لال کوت می‌نویسد:
«پس از فیصلهٔ کار اجمیر، فتوحات معزالدین محمد غوری به دهلی رسید که یکی از شهرهای بزرگ هندوان بود. چون به دهلی رسید، قلعه‌ای دید (لال کوت) چنان شگفت‌انگیز که در سراسر جهان دژی به استحکام و بلندی آن نبود.»

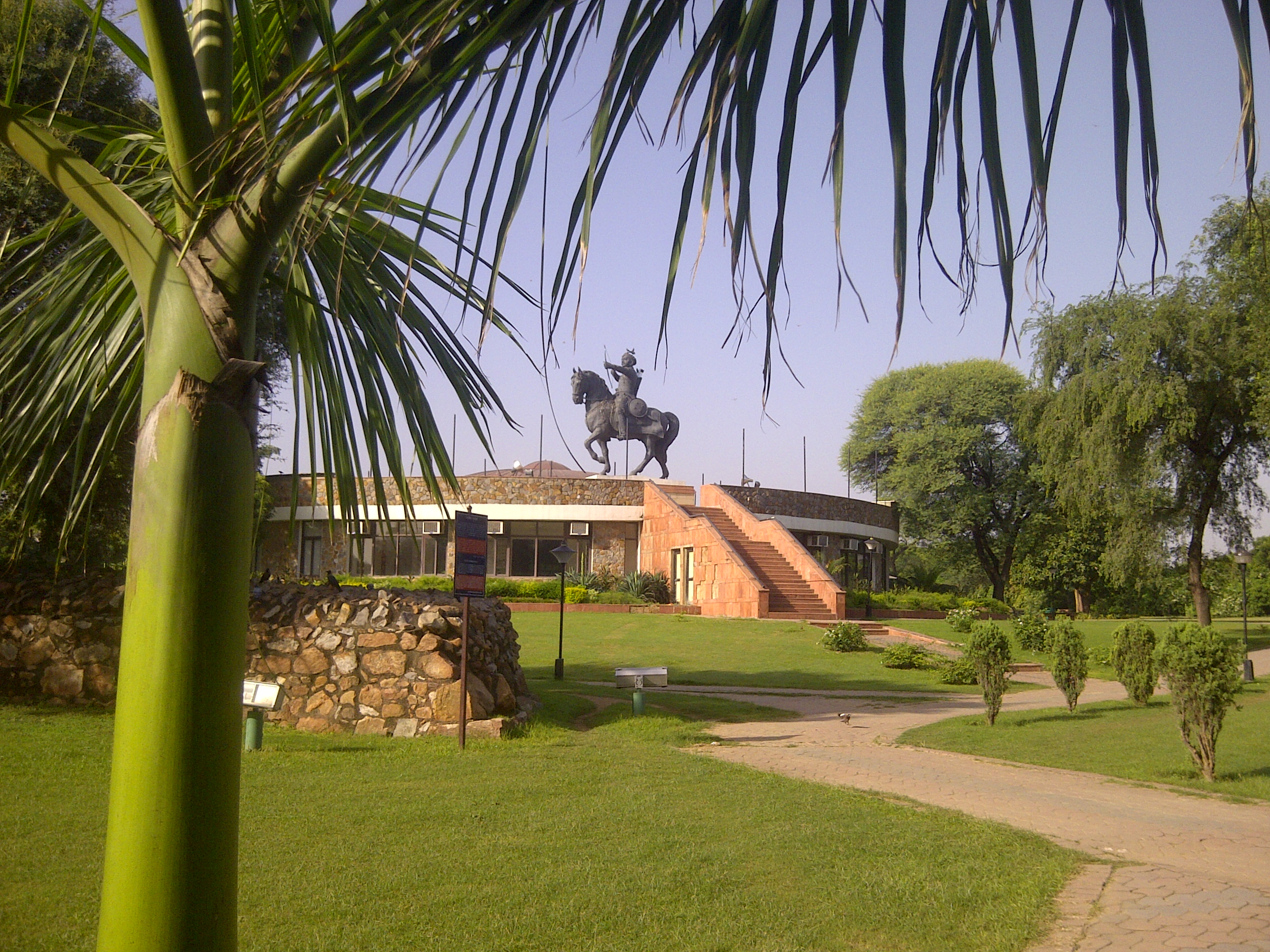

## دیدگاه‌های دیگر

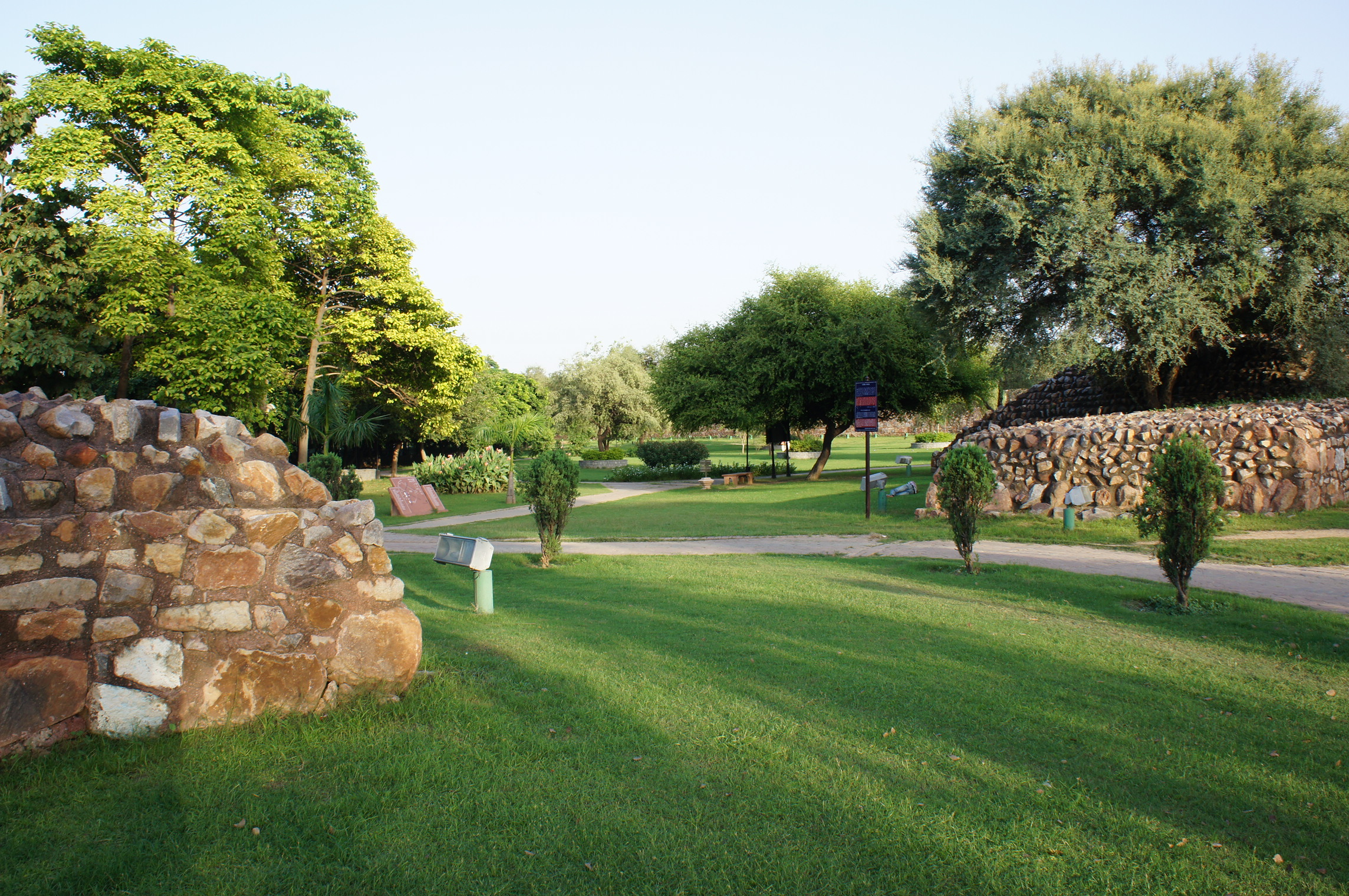
دروازه قلعه

الکساندر کانینگهام، باستان‌شناس بریتانیایی، این منطقه را به دو بخش قدیمی («لال کوت») و جدید («قلعه رائی پتهورا») تقسیم کرده و اولی را به تومارها و دومی را به چاهاماناها نسبت داد، اما کاوش‌های باستان‌شناسی بعدی این دسته‌بندی را مورد تردید قرار داده‌اند.
کر استیفن در سال ۱۸۷۶ «لال کوت» را صرفاً کاخی سلطنتی دانسته و نام «قلعه رائی پتهورا» را برای استحکامات پیشاسلطنتی به کار برد. بی.آر. مانی (۱۹۹۷) نیز این سایت را «لال کوت» نامید و «قلعه رائی پتهورا» را تنها برای بخشی از دیوار استحکامی، که احتمالاً توسط چاهاماناها ساخته شده، به‌کار برده است.
کاترین بی. آشر (۲۰۰۰) «قلعه رائی پتهورا» را لال کوت توسعه‌یافته با دیوارهای سنگی و خاکریزی می‌داند. او معتقد است قلعه رائی پتهورا کارکرد شهری داشت و لال کوت ارگ مرکزی بود. قلعه رائی پتهورا، که دو برابر ارگ پیشین وسعت داشت، دارای دیوارهایی بزرگ‌تر و بلندتر بود، و قلعهٔ یکپارچه تا حدود ۶٫۵ کیلومتر امتداد داشت.
آشر می‌گوید پس از فتح حکومت چاهاماناها در سال ۱۱۹۲ میلادی توسط غوریان، فرماندار آن‌ها قطب‌الدین ایبک قلعه رائی پتهورا را اشغال کرد و نام آن را به «دِلهی» (دهلی امروزی) تغییر داد و نام تاریخی آن را زنده کرد. اما سینتیا تالبوت (۲۰۱۵) اشاره می‌کند که عنوان «قلعه رائی پتهورا» نخستین‌بار در متنی از سدهٔ شانزدهم یعنی آئین اکبری به‌کار رفته و منابع قدیمی‌تر از «دهلی» برای اشاره به این محل استفاده کرده‌اند. ایبک و جانشینانش ساختار قلعه را گسترش یا تغییر ندادند.